# 100% No Modern Talking
100% No Modern Talking – pierwszy minalbum grupy muzycznej Knife Party, tworzącej muzykę z pogranicza gatunków electro house i dubstep. Został za darmo wydany 12 grudnia 2011 roku za pośrednictwem oficjalnej strony zespołu, ich strony na Facebooku i SoundCloud, jest również dostępny na Beatport i iTunes. Utwór "Back to the Z-List" został zastąpiony utworem "Destroy Them with Lasers", gdyż twórcom nie podobał się końcowy efekt.

## Lista utworów
1. "Internet Friends" - 5:01
2. "Destroy Them with Lazers" - 4:56
3. "Tourniquet" - 5:17
4. "Fire Hive" - 4:38